# Beindersheim
Beindersheim település Németországban, Rajna-vidék-Pfalz tartományban. Lakosainak száma 3363 fő (2023. december 31.).

## Népesség
A település népességének változása:
| Lakosok száma | 2871 | 3290 | 3329 | 3332 | 3359 | 3363 |
|               | 1975 | 2017 | 2019 | 2021 | 2022 | 2023 |